# HomePNA
Die Home Phoneline Networking Alliance (HomePNA) ist ein Industrieverband, der im Jahr 1999 seinen zweiten Standard für Rechnernetze mit Telefonkabeln in Privathaushalten veröffentlichte.

## Funktionsweise

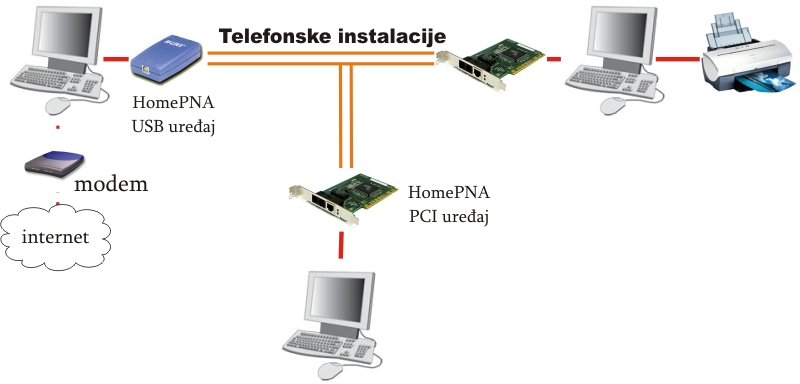
Aufbau eines HomePNA-Netzes

HomePNA stellt über eine einfache, meist vorhandene Telefonverkabelung eine Hausvernetzung für Computernetzwerke, zum Beispiel zur gemeinsamen Nutzung eines Internetzugangs, her. Dabei wird die weitere Anwendung der Telefonleitung zum Telefonieren nicht eingeschränkt. Ebenfalls existieren Produkte, die die bestehenden Fernsehkabel zur Datenübertragung verwenden. Über ein PNA-Netz können bis zu 50 Netzknoten (Computer) angeschlossen werden. Anfangs wurde eine Datenübertragungsrate von 1 MBit pro Sekunde vorgesehen, später 10 MBit/s, inzwischen mit HomePNA 3.1 bis zu 320 MBit/s. Es arbeitet mit einem Frequenzbereich von 4 bis 10 MHz. HomePNA ist in den USA eine weitverbreitete Technik für Heimnetzwerke, in Europa hat es sich kaum durchgesetzt.

## Standards
Der ITU-Standard G.989.1 (Phoneline Networking Transceivers - Foundation) legt die technische Spezifikation für die Übertragung von Daten über bestehende Telefonleitungen im Heimbereich fest.

## Anwendung
In Deutschland wird eine HomePNA-Variante der Hersteller Merten (als Line 21) und Rutenbeck (als line21) angeboten. Dieses System benötigt ein 4-adriges Telefonkabel und kann parallel Telefon und Netzwerk mit bis zu 100 Mbit/s bei 30 m Kabellänge und bei 50 m mit 10 MBit/s bereitstellen.
Neben der Anwendung als Heimnetz werden HomePNA-Varianten auch für die Versorgung von Wohneinheiten mit Internet verwendet. Wie bei DOCSIS bekommt der Kunde ein Kabel-Modem, für deren Anschluss allerdings keine besondere Multimedia-Kabeldose erforderlich ist. Da die Technik nicht wie DOCSIS die Überbrückung von großen Distanzen zulässt, eignet sie sich im Besonderen für kleinere Gebäude, die per FTTB erschlossen sind. In Osteuropa ist HPNA für Internetzugänge bereits verbreitet.